# Лоран Шварц
Лоран Шварц (фр. Laurent-Moïse Schwartz, 5 березня 1915, Париж, Франція — 4 липня 2002, Париж, Франція) — французький математик, член групи «Бурбакі».
В 1934 році вступив до знаменитої Вищої нормальної школи, в 1937 році був призваний в армію. Під час окупації Франції фашистами, будучи євреєм, ховався від гестапо по підробленим документам. В 1943 році, попри це, захистив дисертацію в Страсбурзі. Після війни був професором у Сорбонні й Політехнічній школі.
Основні праці в галузі функціонального аналізу, особливо теорії розподілів, тобто узагальнених функцій, де він систематично виклав основні результати теорії. Пізніше Шварц посилив свої результати, довівши (разом з Ж.Дьєдонне) теореми двоїстості в просторах Фреше. Також важливі його роботи в області топології та математичної фізики.
Серед його учнів найвідоміший Александр Гротендік.
Шварц також займався активною громадською діяльністю, був людиною лівих поглядів. Він виступав проти французької та американської агресій у В'єтнамі, французької інтервенції під час алжирської війни та радянської під час афганської війни.

## Вибрані праці
- Шварц Л. Анализ. — М. : Мир, 1972. — 825+529 с.
- Шварц Л. Комплексные аналитические многообразия. Эллиптические уравнения с частными производными. — М. : Мир, 1964. — 212 с.
- Шварц Л. Математические методы для физических наук. — М. : Мир, 1965. — 412 с.
- Шварц Л. Применение обобщённых функций к изучению элементарных частиц в релятивистской квантовой механике. — М. : Мир, 1964. — 184 с.
- Laurent Schwartz, Theorie Des Distributions, Hermann Paris, 1951
- Laurent Schwartz, Israel Halperin, Introduction to the theory of distributions. Based on the lectures given by Laurent Schwartz. University of Toronto Press, 1952
- Laurent Schwartz, Théorie des distributions. Troisième cycle et recherche. Hermann, Paris (October 21, 1997)
- Laurent Schwartz, Mathematics for the Physical Sciences (Dover Books on Mathematics). Dover Publications (April 21, 2008)